# Kwartgolflengte-transformator

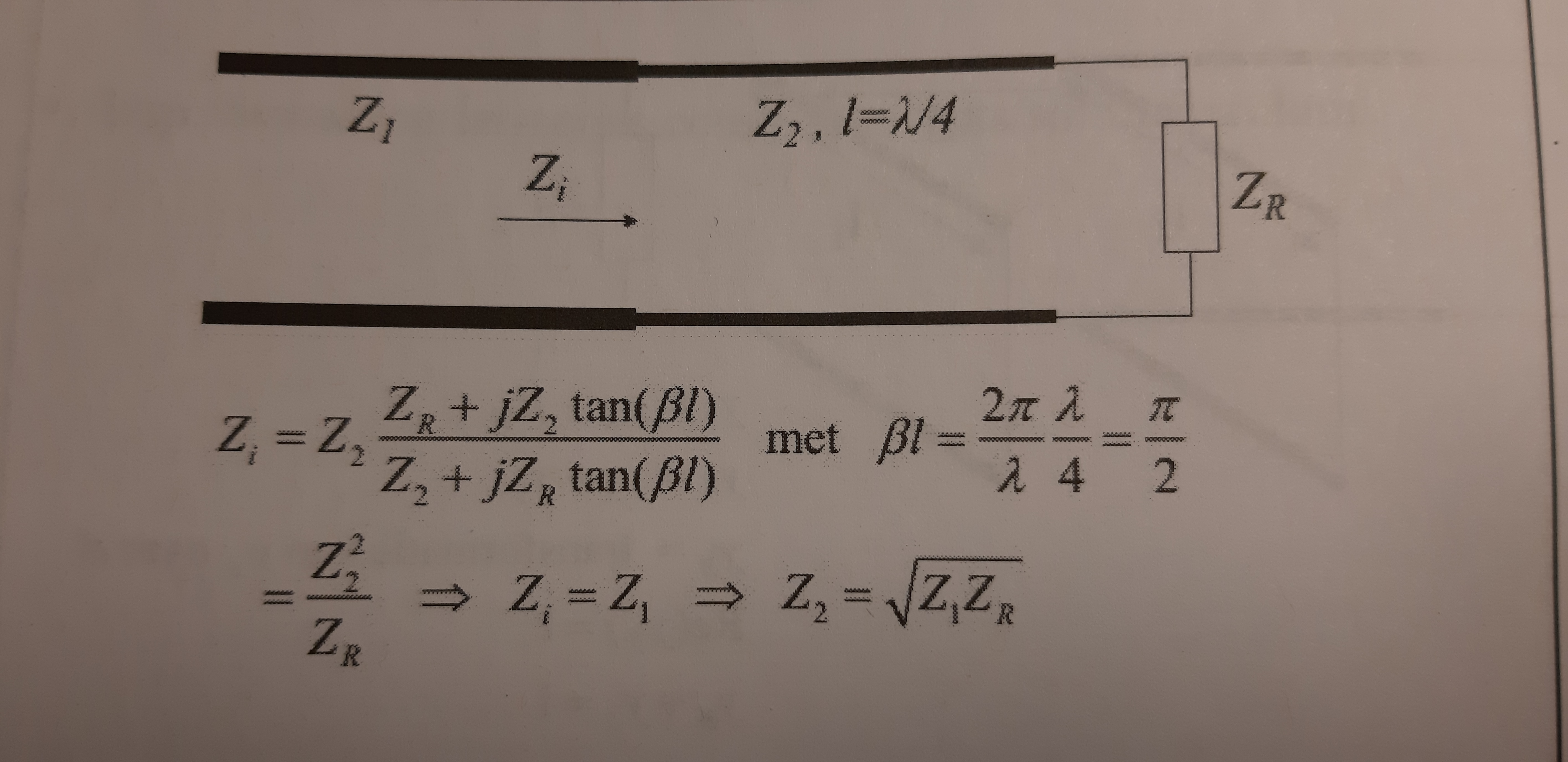
kwartgolflengte-transformator

Een kwartgolflengte-transformator is een omzetter om reflecties op een transmissielijn te voorkomen.
Op een transmissielijn worden analoge of digitale signalen verzonden. Als de transmissielijn niet goed is afgesteld, dat wil zeggen: de impedantie van de last is niet gelijk aan de impedantie van de lijn, kunnen de verzonden signalen gereflecteerd worden waardoor het verzonden signaal in sterkte afneemt. Om dit te vermijden bestaan er verschillende technieken waaronder een kwartgolflengte-transformator. Bij een kwartgolflengte-transformator is het de bedoeling de impedantie van de transformator, Z2, zo te kiezen dat deze samen met de impedantie van de transmissielijn, Z1, gelijk is aan de impedantie van de last die aan de lijn hangt. Door de lengte van de transformator een kwart van de golflengte van het signaal te kiezen, kan men een zeer eenvoudige formule opstellen voor het bepalen van de impedantie: Z2={\displaystyle \surd Z_{1}Z_{R}}. Door deze transformator dan te implementeren in de transmissielijn is de lijn wel goed afgesteld waardoor de verliezen omwille van reflectie gereduceerd worden tot nul.